# Lac des Roches (Beauport)
Pour les articles homonymes, voir Roches et Lac des Roches.
Le lac des Roches est un plan d'eau douce de la ville de Québec, dans la région de la Capitale-Nationale, dans la province de Québec, au Canada.
Il s'agit de la principale réserve d'eau potable de l'arrondissement de Charlesbourg. Le lac des Roches est alimenté par cinq ruisseaux forestiers provenant des montagnes environnantes ainsi que par une conduite qui y achemine de l'eau pompée provenant de la rivière Montmorency.
Le lac des Roches est desservi du côté Est principalement par le chemin du Lac des Roches, du côté ouest par le boulevard du Loiret et du côté sud par le chemin Arthur-Drolet, pour les besoins des activités récréotouristiques et de la foresterie.
La surface du lac des Roches est généralement gelée de début décembre à fin mars; la circulation sécuritaire sur la glace se fait généralement de fin décembre à début mars.

## Description

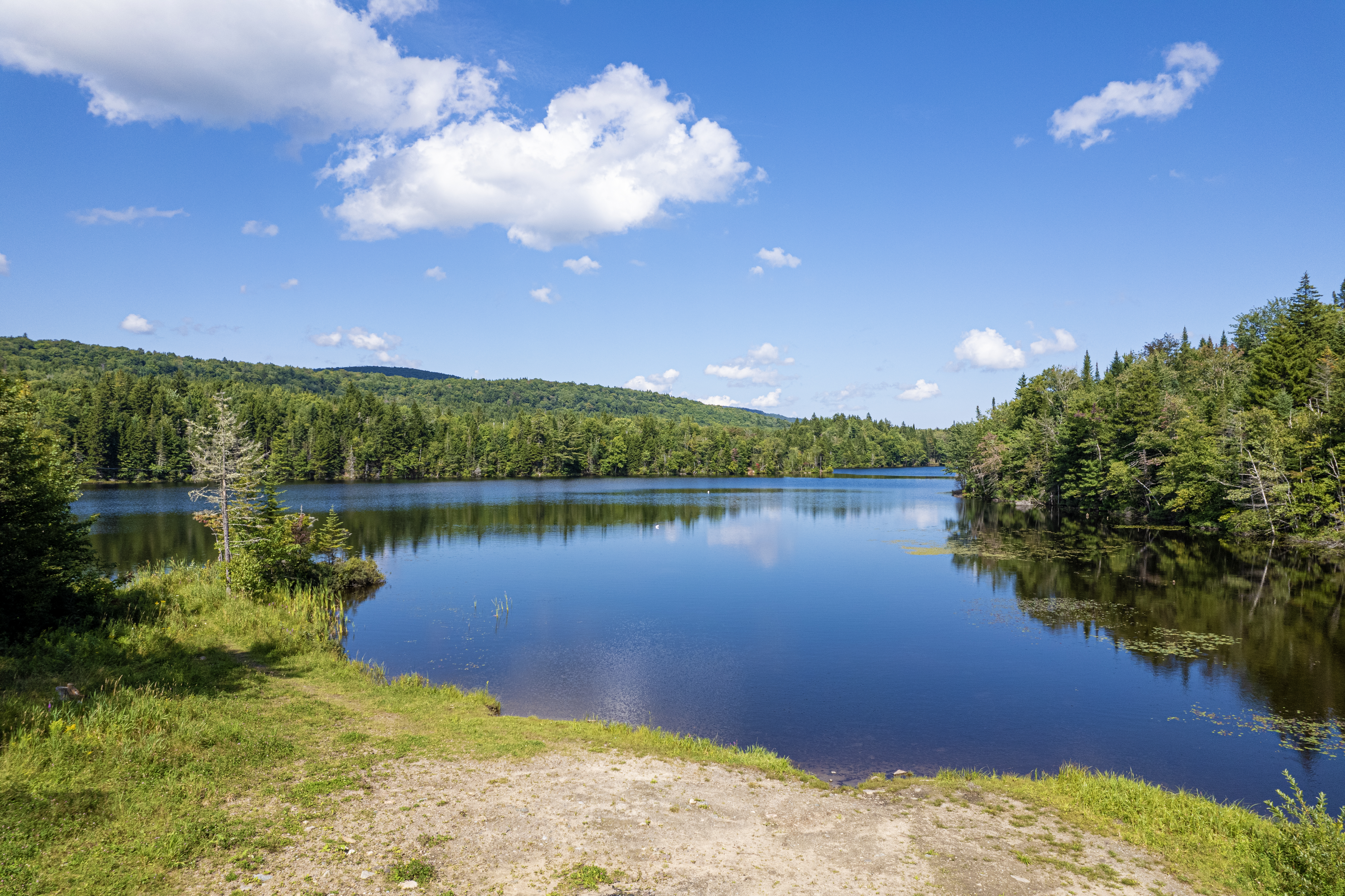
Lac des Roches

Le lac est composé de deux bassins de faible profondeur, ceinturés par une forêt mixte. Une presqu'île rattachée à la rive nord s'étire sur 0,5 km vers l'est dans la partie centrale du lac.
Le rivage de sa portion Est est principalement occupé par des propriétés privées où une douzaine de chalets y sont aménagés, tandis que sa portion Ouest est une propriété de la Ville. L'activité humaine y est interdite puisque le lac est la source alimentant l'usine de traitement de l'eau de Charlesbourg. Inauguré en 2009, c'est l'un des quatre centres de traitement de l'eau de la ville de Québec.
L'embouchure du lac des Roches est située à 4,7 km au nord-est de l'embouchure de la rivière des Roches et à 6,6 km au nord du centre du quartier de Charlesbourg.

## Toponymie
Le nom du lac apparaît pour la première fois sur une carte de 1834 intitulée The Environs of Quebec, compilée par le marchand Alfred Hawkins.
Le toponyme lac des Roches a été officialisé le 5 décembre 1968 à la Commission de toponymie du Québec.
Le chemin du Silex portait, auparavant, le toponyme de chemin du Lac entre 1955 et 2006 dans l'ancienne municipalité de Beauport et maintenant dans la ville de Québec.

## Galerie

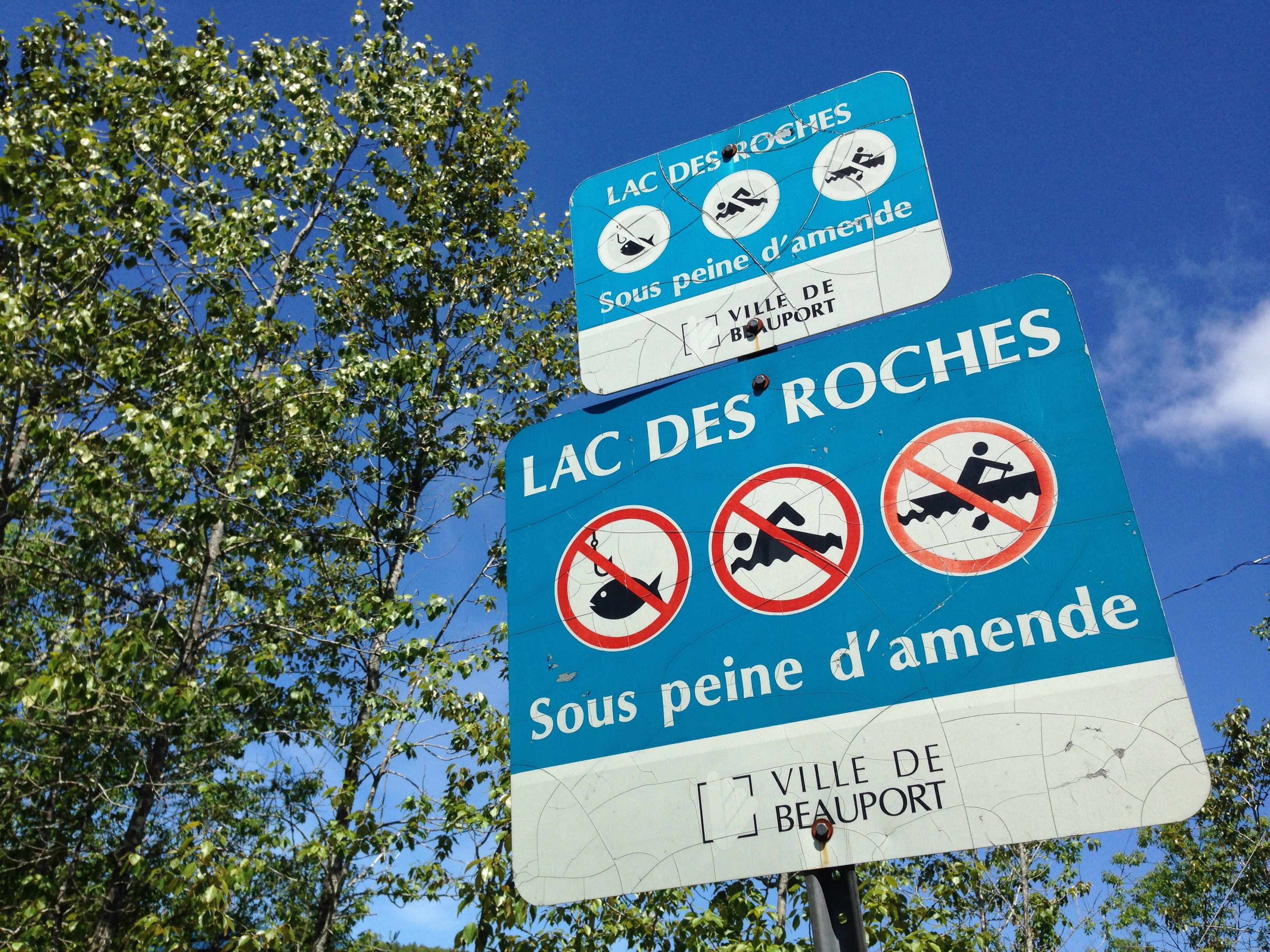
Panneau indiquant les interdictions
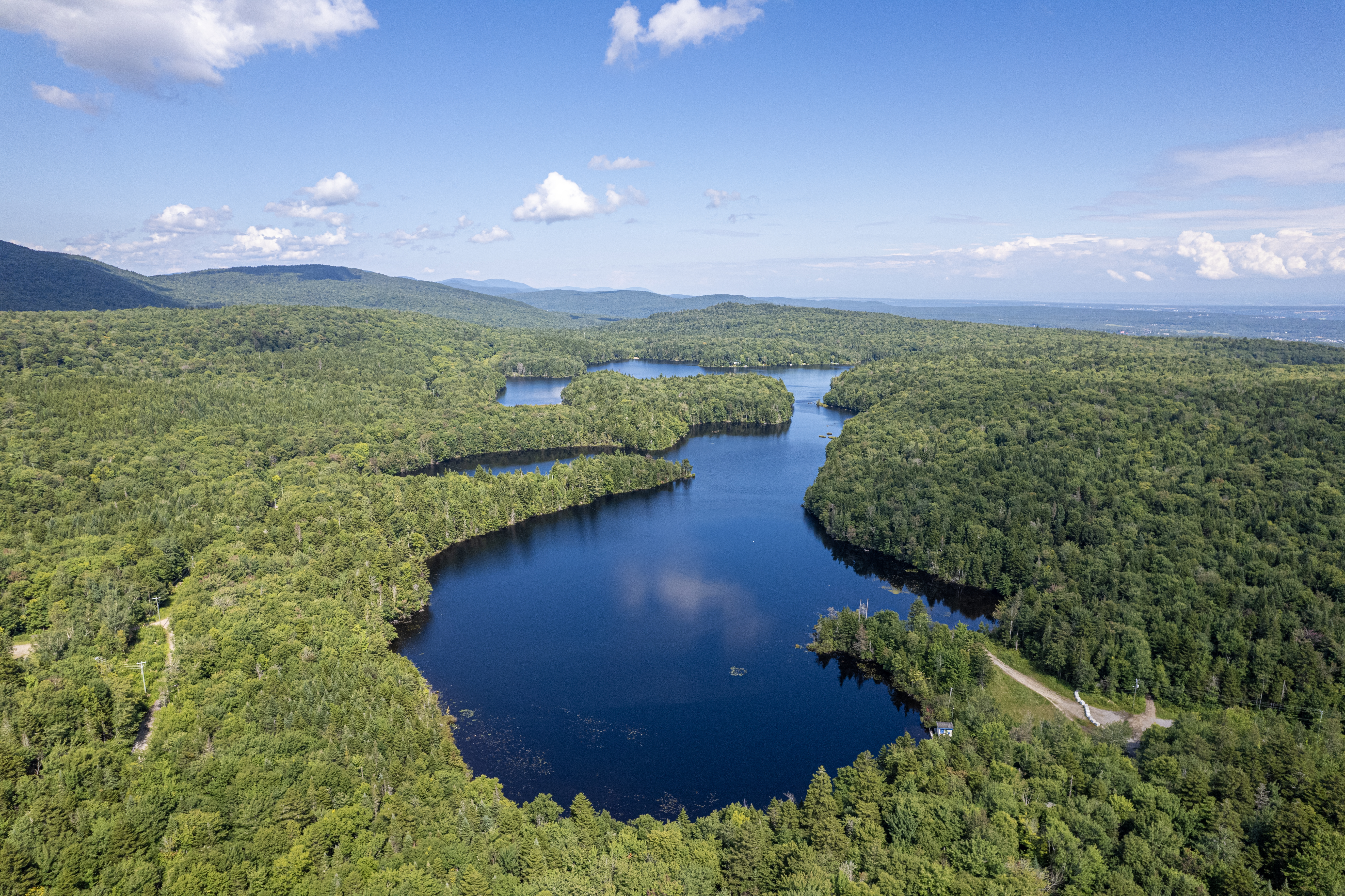
Vue aérienne
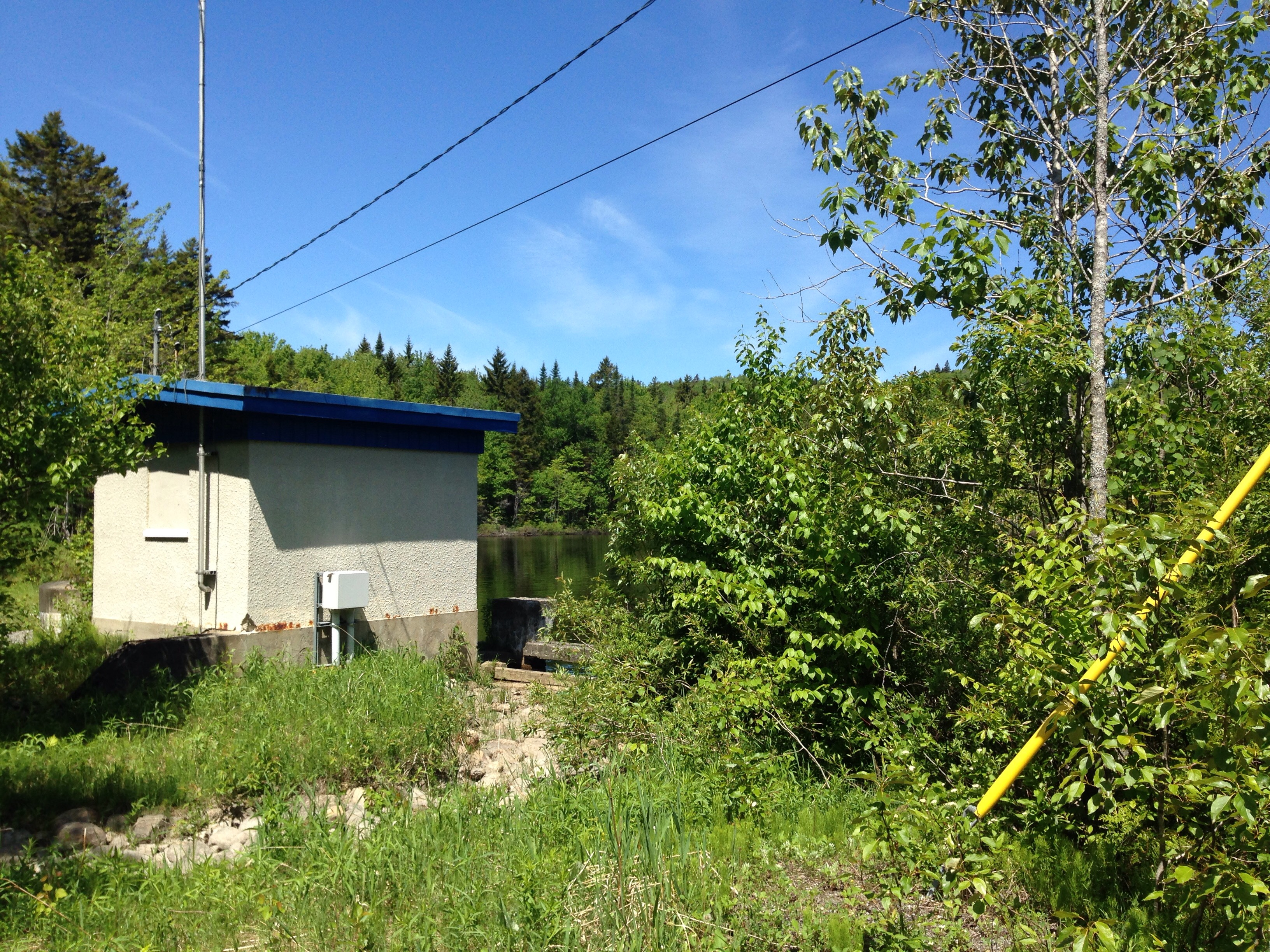
Bâtiment à la décharge du lac
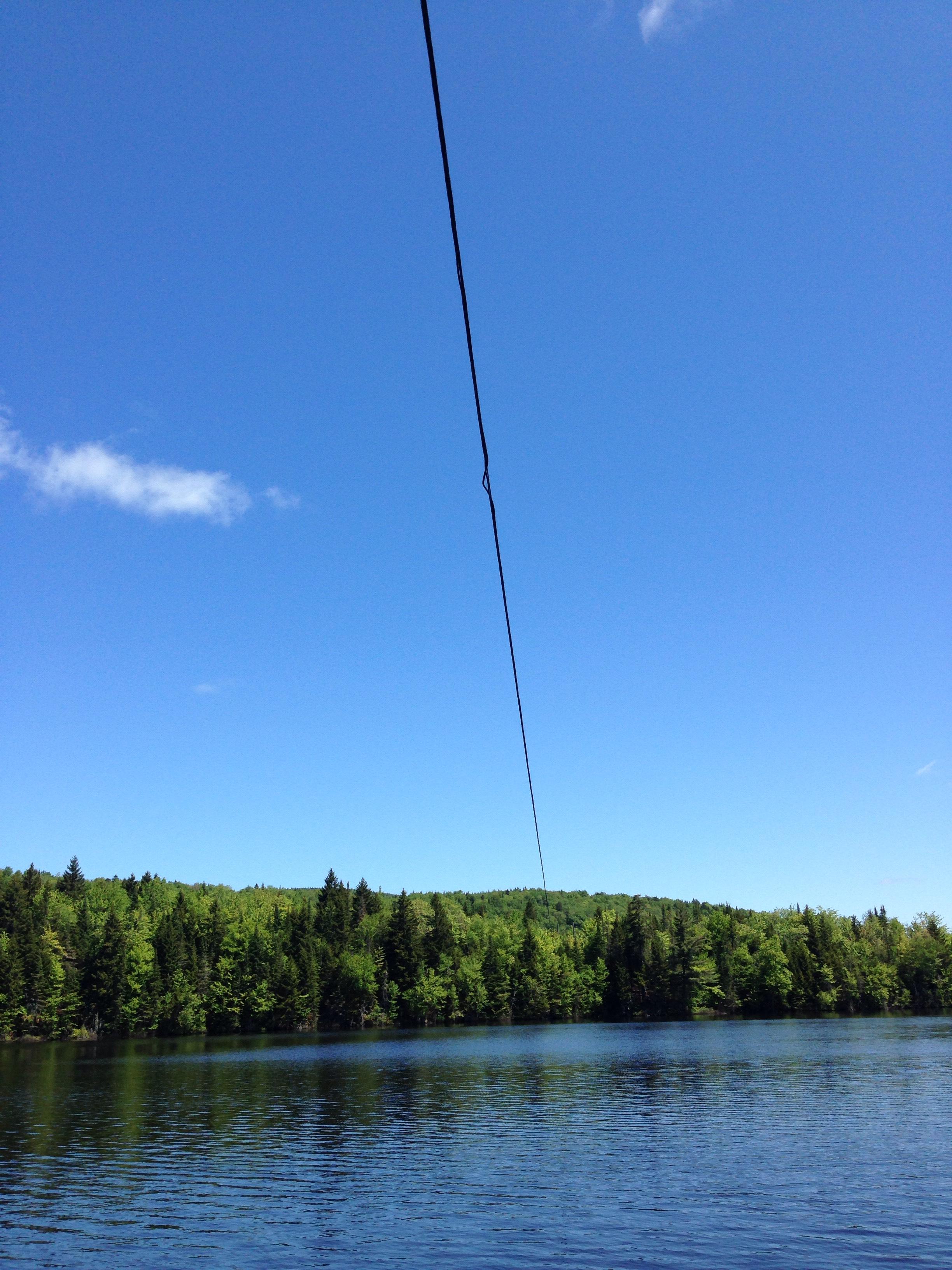
Une ligne électrique traversant le bassin ouest du lac